# 朗斯帕克
朗斯帕克（法語：Ranspach，发音：[ʁanspak] 或 [ʁanspax]）是法国上莱茵省的一个市镇，属于坦恩-盖布维莱尔区（Thann-Guebwiller）和塞尔奈县（Cernay）。该市镇总面积11.4平方公里，2009年时的人口为852人。

## 人口
朗斯帕克人口变化图示